# Блох, Григорий Анатольевич
Григорий Анатольевич Блох (псевдоним Григорий Тюрсев; 1867, Могилёв — 1927, Ницца) — русский адвокат, поэт, переводчик, музыкальный критик, предприниматель, действительный статский советник.
Сын врача Анатолия Ивановича (Натана Евновича) Блоха и Розы Менделевны Трахтенберг. Окончил в Санкт-Петербурге юридический факультет университета, а также консерваторию по классу виолончели.
Был членом совета Санкт-Петербургского международного коммерческого банка и членом правления нескольких промышленных и акционерных обществ, связанных с металлургией и судостроением.
Сотрудничал с несколькими газетами, в том числе с «Театральной газетой» и петроградскими «Новостями».
После революции эмигрировал во Францию. Работал консультантом в ряде коммерческих банков. Сотрудничал с кружком «К познанию России», выступал с докладами. Переводил сонеты В. Шекспира, однако эти переводы не были опубликованны. В 1928 в Париже вышел сборник его стихов.
Двоюродный брат — Блох, Александр Юлианович, российских революционер.